# Lichterfeld-Schacksdorf
Lichterfeld-Schacksdorf település Németországban, azon belül Brandenburgban. Lakosainak száma 934 fő (2023. december 31.).

## Népesség
A település népességének változása:
| Lakosok száma | 1101 | 1021 | 1015 | 984  | 943  | 940  | 934  |
|               | 2010 | 2014 | 2017 | 2019 | 2021 | 2022 | 2023 |